# Scorpiops bhutanensis
Espèce
Synonymes
- Euscorpiops bhutanensis (Tikader & Bastawade, 1983)

Scorpiops bhutanensis est une espèce de scorpions de la famille des Scorpiopidae.

## Distribution
Cette espèce se rencontre au Bhoutan et en Chine au Tibet dans le xian de Cuona,.

## Description
Le mâle holotype mesure 49,5 mm.
Le mâle décrit par Lv et Di en 2022 mesure 47,8 mm et la femelle 50,9 mm.

## Systématique et taxinomie
Cette espèce a été décrite par Tikader et Bastawade en 1983. Elle est placée dans le genre Euscorpiops par Kovařík en 1998 puis dans le genre Scorpiops par Kovařík, Lowe, Stockmann et Šťáhlavský en 2020.

## Étymologie
Son nom d'espèce, composé de bhutan et du suffixe latin -ensis, « qui vit dans, qui habite », lui a été donné en référence au lieu de sa découverte, le Bhoutan.

## Publication originale
- Tikader & Bastawade, 1983 : The fauna of India: Scorpions. Scorpionida, Arachnida. Vol III. The Zoological Survey of India, Calcutta, p. 1–668.